# Inkwo for When the Starving Return
Inkwo for When the Starving Return és un curtmetratge d'animació canadenc, dirigit per Amanda Strong i estrenat l'any 2024. Adaptada de la novel·la gràfica curta Wheetago War: ROTH de Richard Van Camp, la pel·lícula se centra en Dove (Paulina Alexis), una jove indígena òrfena amb el poder de canviar de gènere que ha estat criada per la seva tia (Tantoo Cardinal), i han d'aprendre a aprofitar la seva habilitat no entrenada en la curació tradicional indígena per salvar el món dels perillosos wendigos.
La pel·lícula es va estrenar al Festival Internacional de Cinema de Toronto de 2024
La pel·lícula va ser nomenada a la llista anual del Canada's Top Ten del TIFF per al 2024